# Martin Ponsiluoma
Karl Martin Ponsiluoma, född 8 september 1995 i Östersund, är en svensk skidskytt som debuterade i världscupen i januari 2017. Den 12 februari 2021 vann han guld i sprint vid världsmästerskapen i Pokljuka. Det var det första individuella svenska VM-guldet på herrsidan sedan 1958. Två dagar tidigare blev han tillsammans med Sebastian Samuelsson, Linn Persson och Hanna Öberg bronsmedaljör i mixstafett. Under samma mästerskap vann han även silvret i stafetten.
Ponsiluoma ingick i det svenska herrlag som vann världscuptävlingen i stafett den 7 januari 2018 i Oberhof i Tyskland. Segern var Sveriges första världscupvinst i stafett sedan 2009. Han tog sin första individuella pallplats i världscupen då han slutade på tredje plats i sprinttävlingen i Nové Město i Tjeckien den 20 december 2018.
År 2019 vann Ponsiluoma EM-guld i mixedstafett tillsammans med Emma Nilsson, Mona Brorsson och Sebastian Samuelsson. Ponsiluoma åkte den tredje sträckan.
I olympiska spelen i Peking den 18 februari 2022 tog Ponsiluoma silver i masstarten.

## Biografi

### Familj
Sedan 2021 är han i ett förhållande med Hanna Öberg.
Ponsiluomas pappa är Jyrki Ponsiluoma som under flera säsonger tävlade för det svenska landslaget i längdskidåkning.

## Resultat

### Världscupen

#### Individuella pallplatser
Ponsiluoma har tio individuella pallplatser i världscupen: en segrar, fyra andraplatser och fem tredjeplatser. Från VM har Ponsiluoma ett guld och ett silver.
| Säsong  | Datum            | Plats                | Disciplin           | Placering |
| ------- | ---------------- | -------------------- | ------------------- | --------- |
| 2018/19 | 20 december 2018 | Nové Město na Moravě | Sprint (10 km)      | 3:a       |
| 2020/21 | 29 november 2020 | Kontiolax            | Sprint (10 km)      | 3:a       |
| 2020/21 | 20 december 2020 | Hochfilzen           | Masstart (15 km)    | 2:a       |
| 2020/21 | 12 februari 2021 | Pokljuka (VM)        | Sprint (10 km)      | 1:a       |
| 2021/22 | 10 december 2021 | Hochfilzen           | Sprint (10 km)      | 2:a       |
| 2022/23 | 29 november 2022 | Kontiolax            | Distans (20 km)     | 1:a       |
| 2022/23 | 20 januari 2023  | Antholz              | Sprint (10 km)      | 2:a       |
| 2022/23 | 21 januari 2023  | Antholz              | Jaktstart (12,5 km) | 3:a       |
| 2022/23 | 19 februari 2023 | Oberhof (VM)         | Masstart (15 km)    | 2:a       |
| 2022/23 | 4 mars 2023      | Nové Město na Moravě | Jaktstart (12,5 km) | 3:a       |
| 2022/23 | 16 mars 2023     | Oslo                 | Sprint (10 km)      | 2:a       |
| 2024/25 | 13 mars 2025     | Pokljuka             | Distans (15 km)     | 3:a       |

#### Pallplatser i lag
I lag har Ponsiluoma tjugoen pallplatser i världscupen: fem segrar, sju andraplatser och nio tredjeplatser. I VM har Ponsiluoma ett guld, ett silver och tre brons. 
| Säsong  | Datum            | Plats                | Disciplin  | Placering | Lagkamrat(er)                     |
| ------- | ---------------- | -------------------- | ---------- | --------- | --------------------------------- |
| 2017/18 | 7 januari 2018   | Oberhof              | Stafett    | 1:a       | Nelin / Samuelsson / Lindström    |
| 2018/19 | 16 december 2018 | Hochfilzen           | Stafett    | 1:a       | Femling / Stenersen / Samuelsson  |
| 2019/20 | 30 november 2019 | Östersund            | Mixstafett | 3:e       | Persson / Brorsson / Nelin        |
| 2019/20 | 7 mars 2020      | Nové Město na Moravě | Stafett    | 3:e       | Samuelsson / Nelin / Femling      |
| 2020/21 | 6 december 2020  | Kontiolax            | Stafett    | 2:a       | Femling / Nelin / Samuelsson      |
| 2020/21 | 13 december 2020 | Hochfilzen           | Stafett    | 1:a       | Femling / Nelin / Samuelsson      |
| 2020/21 | 10 februari 2021 | Pokljuka (VM)        | Mixstafett | 3:e       | Samuelsson / Persson / H. Öberg   |
| 2020/21 | 20 februari 2021 | Pokljuka (VM)        | Stafett    | 2:a       | Femling / Nelin / Samuelsson      |
| 2020/21 | 14 mars 2021     | Nové Město na Moravě | Mixstafett | 3:e       | E. Öberg / Magnusson / Nelin      |
| 2021/22 | 4 mars 2022      | Kontiolax            | Stafett    | 2:a       | Femling / Nelin / Samuelsson      |
| 2021/22 | 13 mars 2022     | Otepää               | Mixstafett | 2:a       | Nelin / Persson / E. Öberg        |
| 2022/23 | 10 december 2022 | Hochfilzen           | Stafett    | 2:a       | Nelin / Femling / Samuelsson      |
| 2022/23 | 8 januari 2023   | Pokljuka             | Mixstafett | 3:e       | Nelin / Brorsson / E. Öberg       |
| 2022/23 | 18 februari 2023 | Oberhof (VM)         | Stafett    | 3:e       | Femling / Nelin / Samuelsson      |
| 2022/23 | 5 mars 2023      | Nové Město na Moravě | Mixstafett | 2:a       | Magnusson / H. Öberg / Samuelsson |
| 2023/24 | 20 januari 2024  | Antholz              | Mixstafett | 3:e       | Magnusson / E. Öberg / Nelin      |
| 2023/24 | 7 februari 2024  | Nové Město (VM)      | Mixstafett | 3:e       | Samuelsson / H.Öberg / E.Öberg    |
| 2023/24 | 17 februari 2024 | Nové Město (VM)      | Stafett    | 1:a       | V. Brandt / Nelin / Samuelsson    |
| 2023/24 | 3 mars 2024      | Oslo                 | Mixstafett | 2:a       | Brorsson / E.Öberg / Nelin        |
| 2024/25 | 30 november 2024 | Kontiolax            | Mixstafett | 3:e       | Magnusson / E. Öberg / Nelin      |
| 2024/25 | 1 december 2024  | Kontiolax            | Stafett    | 3:e       | V. Brandt / Nelin / Samuelsson    |
| 2024/25 | 15 december 2024 | Hochfilzen           | Stafett    | 3:e       | V. Brandt / Nelin / Samuelsson    |
| 2024/25 | 12 januari 2025  | Oberhof              | Mixstafett | 1:a       | Samuelsson / H.Öberg / E.Öberg    |
| 2024/25 | 17 januari 2025  | Ruhpolding           | Stafett    | 2:a       | V. Brandt / Nelin / Samuelsson    |
| 2024/25 | 25 januari 2025  | Antholz              | Stafett    | 3:e       | V. Brandt / Nelin / Samuelsson    |
| 2024/25 | 16 mars 2025     | Pokljuka             | Mixstafett | 1:a       | Heijdenberg /H.Öberg / Samuelsson |

#### Ställning i världscupen
| Säsong  | Totalt | Totalt | Distans | Distans | Sprint | Sprint | Jaktstart | Jaktstart | Masstart | Masstart |
| Säsong  | Poäng  | Plac.  | Poäng   | Plac.   | Poäng  | Plac.  | Poäng     | Plac.     | Poäng    | Plac.    |
| ------- | ------ | ------ | ------- | ------- | ------ | ------ | --------- | --------- | -------- | -------- |
| 2017/18 | 4      | 96:e   | –       | –       | 4      | 85:e   | –         | –         | –        | –        |
| 2018/19 | 163    | 38:e   | 23      | 45:e    | 79     | 35:e   | 39        | 48:e      | 22       | 37:e     |
| 2019/20 | 173    | 33:e   | 23      | 39:e    | 64     | 34:e   | 74        | 22:a      | 12       | 44:e     |
| 2020/21 | 713    | 10:e   | 44      | 23:e    | 269    | 9:e    | 186       | 12:e      | 125      | 13:e     |
| 2021/22 | 381    | 22:a   | 0       | –       | 191    | 12:e   | 147       | 16:e      | 43       | 26:e     |
| 2022/23 | 779    | 5:a    | 132     | 3:a     | 328    | 3:a    | 232       | 8:a       | 87       | 15:e     |
| 2023/24 | 638    | 10:a   | 64      | 16:e    | 187    | 15:e   | 238       | 9:a       | 149      | 6:a      |
| 2024/25 | 488    | 15:e   | 80      | 13:e    | 146    | 20:e   | 165       | 11:a      | 97       | 18:e     |

Nytt poängsystem fr.o.m. säsongen 2022/2023.

### Olympiska spel
| Tävling          | Distans | Sprint | Jaktstart | Masstart | Stafett | Mixstafett |
| ---------------- | ------- | ------ | --------- | -------- | ------- | ---------- |
| Pyeongchang 2018 | 38:e    | —      | —         | —        | —       | —          |
| Peking 2022      | 12:e    | 6:e    | 11:e      | Silver   | 5:e     | 4:e        |

### Världsmästerskap
| Tävling          | Distans | Sprint | Jaktstart | Masstart | Stafett | Mixstafett | Singelmix |
| ---------------- | ------- | ------ | --------- | -------- | ------- | ---------- | --------- |
| Östersund 2019   | 47:e    | —      | —         | —        | 7:e     | —          | —         |
| Antholz 2020     | 29:e    | 27:e   | 23:e      | 29:e     | 10:e    | —          | —         |
| Pokljuka 2021    | 35:e    | Guld   | 13:e      | Silver   | Silver  | Brons      | —         |
| Oberhof 2023     | 11:e    | 18:e   | 18:e      | Silver   | Brons   | 9:e        | —         |
| Nové Město 2024  | 39:a    | 10:a   | 7:a       | 13:e     | Guld    | Brons      | —         |
| Lenzerheide 2025 | 19:e    | 27:a   | 9:a       | 5:a      | 4:a     | 5:a        | —         |